# UCI Europe Tour 2022
L'UCI Europe Tour 2022 è stata la diciottesima edizione dell'UCI Europe Tour, uno dei cinque circuiti continentali di ciclismo dell'Unione Ciclistica Internazionale. Il suo calendario era composto da 190 corse, che si sono tenute dal 23 gennaio al 16 ottobre 2022 in Europa.
Durante tutta la stagione i punti sono stati assegnati ai vincitori delle gare in linea, ai primi della classifica generale e ai vincitori di ogni tappa delle corse a tappe. La qualità e la complessità di una gara ha determinato anche quanti punti sono stati assegnati ai primi classificati: più alto era il punteggio UCI di una gara, più punti sono stati assegnati.
La classificazione UCI dal più alto al più basso è stata la seguente:
- corse di un giorno: 1.1 e 1.2;
- corse a tappe: 2.1 e 2.2.

## Squadre
Le squadre che possono partecipare alle differenti gare dipendono dalla categoria di appartenenza della corsa. Di seguito la tabella completa con il regolamento.
| Categoria | Categoria                | Squadre                                                                                         |
| --------- | ------------------------ | ----------------------------------------------------------------------------------------------- |
| .1        | 1.1 (Corse di un giorno) | * Squadre World Tour (max 50%) * Squadre Professional * Squadre Continental * Squadre Nazionali |
| .1        | 2.1 (Corse a tappe)      | * Squadre World Tour (max 50%) * Squadre Professional * Squadre Continental * Squadre Nazionali |
| .2        | 1.2 (Corse di un giorno) | * Squadre Professional * Squadre Continental * Squadre Nazionali * Squadre regionali e di club  |
| .2        | 2.2 (Corse a tappe)      | * Squadre Professional * Squadre Continental * Squadre Nazionali * Squadre regionali e di club  |

## Calendario

### Gennaio
| Data | Prova                                                            | Cat. | Vincitore          | Squadra                            |
| ---- | ---------------------------------------------------------------- | ---- | ------------------ | ---------------------------------- |
| 23   | Clàssica Comunitat Valenciana 1969 - Gran Premio Valencia (2022) | 1.2  | Giovanni Lonardi   | Eolo-Kometa Cycling Team           |
| 26   | Trofeo Calvià (2022)                                             | 1.1  | Brandon McNulty    | UAE Team Emirates                  |
| 27   | Trofeo Alcudia - Port d'Alcudia (2022)                           | 1.1  | Biniam Girmay      | Intermarché-Wanty-Gobert Matériaux |
| 28   | Trofeo Serra de Tramuntana (2022)                                | 1.1  | Tim Wellens        | Lotto Soudal                       |
| 29   | Trofeo Andratx - Mirador des Colomer (Puerto Pollença) (2022)    | 1.1  | Alejandro Valverde | Movistar Team                      |
| 30   | Grand Prix Cycliste la Marseillaise (2022)                       | 1.1  | Amaury Capiot      | Team Arkéa-Samsic                  |
| 30   | Trofeo Palma (2022)                                              | 1.1  | Arnaud De Lie      | Lotto Soudal                       |
| 30   | Grand Prix Megasaray (2022)                                      | 1.2  | Tord Gudmestad     | Uno-X Pro Cycling Team             |

### Febbraio
| Data  | Prova                                     | Cat. | Vincitore          | Squadra                |
| ----- | ----------------------------------------- | ---- | ------------------ | ---------------------- |
| 2-6   | Étoile de Bessèges (2022)                 | 2.1  | Benjamin Thomas    | Cofidis                |
| 5     | Grand Prix Alanya (2022)                  | 1.2  | Alessio Martinelli | Bardiani-CSF-Faizanè   |
| 10-13 | Tour of Antalya (2022)                    | 2.1  | Jacob Hindsgaul    | Uno-X Pro Cycling Team |
| 12    | Vuelta a Murcia (2022)                    | 1.1  | Alessandro Covi    | UAE Team Emirates      |
| 14    | Clásica Jaén Paraiso Interior (2022)      | 1.1  | Aleksej Lucenko    | Astana Qazaqstan Team  |
| 18-20 | Tour des Alpes-Maritimes et du Var (2022) | 2.1  | Nairo Quintana     | Team Arkéa-Samsic      |
| 19    | Grand Prix Velo Alanya (2022)             | 1.2  | Igor Chzhan        | Almaty Cycling Team    |
| 20    | Grand Prix Justiniano Race (2022)         | 1.2  | Jaŭhen Karalëk     | Minsk Cycling Club     |
| 24-27 | Gran Camiño (2022)                        | 2.1  | Alejandro Valverde | Movistar Team          |

### Marzo
| Data  | Prova                                                            | Cat. | Vincitore                             | Squadra                               |
| ----- | ---------------------------------------------------------------- | ---- | ------------------------------------- | ------------------------------------- |
| 1º    | Le Samyn (2022)                                                  | 1.1  | Matteo Trentin                        | UAE Team Emirates                     |
| 2     | Umag Trophy (2022)                                               | 1.2  | Daniel Auer                           | WSA KTM Graz p/b Leomo                |
| 5     | Ster van Zwolle                                                  | 1.2  | annullata per la pandemia di COVID-19 | annullata per la pandemia di COVID-19 |
| 5     | Grand Prix Gazipaşa (2022)                                       | 1.2  | Onur Balkan                           | Sakarya BB Pro Team                   |
| 6     | Grote Prijs Jean-Pierre Monseré (2022)                           | 1.1  | Arnaud De Lie                         | Lotto Soudal                          |
| 6     | Visit Friesland Elfsteden Race (2022)                            | 1.2  | Elmar Reinders                        | Riwal Cycling Team                    |
| 6     | Grand Prix de la Ville de Lillers (2022)                         | 1.2  | Milan Menten                          | Bingoal Pauwels Sauces WB             |
| 6     | Poreč Trophy (2022)                                              | 1.2  | Dušan Rajović                         | Team Corratec                         |
| 6     | Grand Prix Mediterrennean (2022)                                 | 1.2  | Anatolij Budjak                       | Terengganu Polygon Cycling Team       |
| 10-13 | Istrian Spring Trophy (2022)                                     | 2.2  | Matthew Riccitello                    | Hagens Berman Axeon                   |
| 12-13 | South Aegean Tour (2022)                                         | 2.2  | Matteo Dal-Cin                        | Toronto Hustle                        |
| 13    | Ronde van Drenthe (2022)                                         | 1.1  | Dries Van Gestel                      | TotalEnergies                         |
| 13    | Classica da Arrabida (2022)                                      | 1.2  | Orluis Aular                          | Caja Rural-Seguros RGA                |
| 13    | Dorpenomloop Rucphen (2022)                                      | 1.2  | Maikel Zijlaard                       | VolkerWessels Cycling Team            |
| 16-20 | Volta ao Alentejo (2022)                                         | 2.2  | Orluis Aular                          | Caja Rural-Seguros RGA                |
| 17-20 | Olympia's Tour (2022)                                            | 2.2  | Maikel Zijlaard                       | VolkerWessels Cycling Team            |
| 18    | Youngster Coast Challenge (2022)                                 | 1.2U | Jensen Plowright                      | Équipe Continentale Groupama-FDJ      |
| 19    | Classic Loire Atlantique (2022)                                  | 1.1  | Anthony Perez                         | Cofidis                               |
| 19    | GP Manavgat (2022)                                               | 1.2  | Mamyr Staš                            | Cycling Sport Club "OLYMP"            |
| 20    | Cholet-Pays de la Loire (2022)                                   | 1.1  | Marc Sarreau                          | AG2R Citroën Team                     |
| 20    | Per sempre Alfredo (2022)                                        | 1.1  | Marc Hirschi                          | UAE Team Emirates                     |
| 20    | GP Slovenian Istria (2022)                                       | 1.2  | Daniel Auer                           | WSA KTM Graz p/b Leomo                |
| 20    | Grand Prix Criquielion (2022)                                    | 1.2  | Pier-André Côté                       | Human Powered Health                  |
| 20    | Grand Prix Gündoğmuş (2022)                                      | 1.2  | Anatolij Budjak                       | Terengganu Polygon Cycling Team       |
| 20    | International Rhodes Grand Prix (2022)                           | 1.2  | André Drege                           | Team Coop                             |
| 20    | La Popolarissima (2022)                                          | 1.2  | Nicolàs David Gómez                   | Team Colpack Ballan                   |
| 21-27 | Tour de Normandie (2022)                                         | 2.2  | Mathis Le Berre                       | Côtes d'Armor-Marie Morin-U           |
| 22-26 | Settimana Internazionale di Coppi e Bartali (2022)               | 2.1  | Eddie Dunbar                          | Ineos Grenadiers                      |
| 24    | GP Vipava Valley & Crossborder Goriška (2022)                    | 1.2  | Fran Miholjević                       | Cycling Team Friuli                   |
| 24-27 | International Tour of Rhodes (2022)                              | 2.2  | Louis Bendixen                        | Team Coop                             |
| 27    | La Roue Tourangelle Région Centre Val de Loire (2022)            | 1.1  | Nacer Bouhanni                        | Team Arkéa-Samsic                     |
| 27    | Grand Prix Adria Mobil (2022)                                    | 1.2  | Maciej Paterski                       | Voster ATS Team                       |
| 27    | Tr. Città di S. Vendemiano - 61º GP Industria & Commercio (2022) | 1.2U | Federico Guzzo                        | Zalf Euromobil Fior                   |

### Aprile
| Data  | Prova                                             | Cat. | Vincitore                             | Squadra                                 |
| ----- | ------------------------------------------------- | ---- | ------------------------------------- | --------------------------------------- |
| 1º    | Route Adélie de Vitré (2022)                      | 1.1  | Axel Zingle                           | Cofidis                                 |
| 1º-3  | Triptyque des Monts et Châteaux (2022)            | 2.2U | Enzo Paleni                           | Équipe Continentale Groupama-FDJ        |
| 2     | Volta Limburg Classic (2022)                      | 1.1  | Arnaud De Lie                         | Lotto Soudal                            |
| 3     | Trofeo Piva (2022)                                | 1.2U | Martin Marcellusi                     | Bardiani-CSF-Faizanè                    |
| 5-8   | Circuit Cycliste Sarthe-Pays de la Loire (2022)   | 2.1  | Olav Kooij                            | Jumbo-Visma                             |
| 6-9   | Circuit des Ardennes International (2022)         | 2.2  | Lucas Eriksson                        | Riwal Cycling Team                      |
| 9-10  | Adriatic Lustica Bay Montenegro Race              | 2.2  | annullata per la pandemia di COVID-19 | annullata per la pandemia di COVID-19   |
| 12    | Parigi-Camembert (2022)                           | 1.1  | Anthony Delaplace                     | Team Arkéa-Samsic                       |
| 12-15 | Giro di Sicilia (2022)                            | 2.1  | Damiano Caruso                        | Italia                                  |
| 13-17 | Tour du Loir-et-Cher (2022)                       | 2.2  | Michael Kukrle                        | Elkov-Kasper                            |
| 13-17 | Belgrado-Banja Luka (2022)                        | 2.2  | Jakub Kaczmarek                       | HRE Mazowsze Serce Polski               |
| 15    | Classic Grand Besançon Doubs (2022)               | 1.1  | Jesús Herrada                         | Cofidis                                 |
| 16    | Tour du Jura Cycliste (2022)                      | 1.1  | Ben O'Connor                          | AG2R Citroën Team                       |
| 16    | Arno Wallaard Memorial (2022)                     | 1.2  | Elmar Reinders                        | Riwal Cycling Team                      |
| 16    | Liegi-Bastogne-Liegi Under-23 (2022)              | 1.2U | Romain Grégoire                       | Équipe Continentale Groupama-FDJ        |
| 18    | Giro del Belvedere (2022)                         | 1.2U | Romain Grégoire                       | Équipe Continentale Groupama-FDJ        |
| 19    | Gran Premio Palio del Recioto (2022)              | 1.2U | Romain Grégoire                       | Équipe Continentale Groupama-FDJ        |
| 24    | Klasika Primavera                                 | 1.1  | annullata per la Pandemia di COVID-19 | annullata per la Pandemia di COVID-19   |
| 24    | Rutland-Melton International Cicle Classic (2022) | 1.2  | Finn Crockett                         | Ribble Weldtite Pro Cycling             |
| 25    | Gran Premio della Liberazione (2022)              | 1.2U | Henri Uhlig                           | Germania                                |
| 25-1º | Tour de Bretagne (2022)                           | 2.2  | Johan Le Bon                          | Dinan Sport Cycling                     |
| 26-29 | EUREGIO Bodensee Rundfahrt                        | 2.2  | annullata per la Pandemia di COVID-19 | annullata per la Pandemia di COVID-19   |
| 27-1º | International Tour of Hellas (2022)               | 2.1  | Aaron Gate                            | Bolton Equities Black Spoke Pro Cycling |
| 29    | Grand Prix Nasielsk-Serock (2022)                 | 1.2  | Marceli Bogusławski                   | HRE Mazowsze Serce Polski               |
| 29-1º | Vuelta a Asturias (2022)                          | 2.1  | Iván Sosa                             | Movistar Team                           |
| 29-3  | Carpathian Couriers Race (2022)                   | 2.2U | Fran Miholjević                       | Cycling Team Friuli                     |
| 30    | Grand Prix Wyszków (2022)                         | 1.2  | Itamar Einhorn                        | Israele                                 |
| 30    | PWZ Zuidenveld Tour (2022)                        | 1.2  | Coen Vermeltfoort                     | VolkerWessels Cycling Team              |

### Maggio
| Data  | Prova                                                  | Cat. | Vincitore                                     | Squadra                                       |
| ----- | ------------------------------------------------------ | ---- | --------------------------------------------- | --------------------------------------------- |
| 1º    | Circuito del Porto-Trofeo Internazionale Arvedi (2022) | 1.2  | Davide Persico                                | Team Colpack Ballan                           |
| 1º    | Eschborn-Francoforte Under-23                          | 1.2U | annullata per la pandemia di COVID-19         | annullata per la pandemia di COVID-19         |
| 6-8   | CCC Tour-Grody Piastowskie                             | 2.2  | annullata per la pandemia di COVID-19         | annullata per la pandemia di COVID-19         |
| 7     | Ronde van Overijssel (2022)                            | 1.2  | Coen Vermeltfoort                             | VolkerWessels Cycling Team                    |
| 7     | Sundvolden GP (2022)                                   | 1.2  | Martin Tjøtta                                 | Ringerike SK                                  |
| 8     | Flèche Ardennaise (2022)                               | 1.2  | Romain Grégoire                               | Équipe Continentale Groupama-FDJ              |
| 8     | Ringerike Grand Prix (2022)                            | 1.2  | Sakarias Koller Løland                        | Uno-X Dare Development Team                   |
| 8     | Gran Premio Industrie del Marmo (2022)                 | 1.2U | Alessio Martinelli                            | Bardiani-CSF-Faizanè                          |
| 11-15 | Tour de Hongrie (2022)                                 | 2.1  | Eddie Dunbar                                  | Ineos Grenadiers                              |
| 12-15 | Tour de Lviv                                           | 2.2  | annullato dopo l'invasione russa dell'Ucraina | annullato dopo l'invasione russa dell'Ucraina |
| 15    | Parigi-Roubaix Espoirs                                 | 1.2U | annullata per la pandemia di COVID-19         | annullata per la pandemia di COVID-19         |
| 21    | Tour du Finistère (2022)                               | 1.1  | Julien Simon                                  | TotalEnergies                                 |
| 21    | Veenendaal-Veenendaal Classic (2022)                   | 1.1  | Dylan Groenewegen                             | Team BikeExchange-Jayco                       |
| 21    | Grand Prix Herning (2022)                              | 1.2  | Andreas Stokbro                               | Danimarca                                     |
| 22    | Antwerp Port Epic (2022)                               | 1.1  | Florian Vermeersch                            | Lotto Soudal                                  |
| 22    | Boucles de l'Aulne-Châteaulin (2022)                   | 1.1  | Idar Andersen                                 | Uno-X Pro Cycling Team                        |
| 22    | Rund um Köln (2022)                                    | 1.1  | Nils Politt                                   | Bora-Hansgrohe                                |
| 22    | Fyen Rundt (2022)                                      | 1.2  | Mads Pedersen                                 | Danimarca                                     |
| 22    | GP Gorenjska (2022)                                    | 1.2  | Patryk Stosz                                  | Voster ATS Team                               |
| 25-29 | Alpes Isère Tour (2022)                                | 2.2  | Yannis Voisard                                | Tudor Pro Cycling Team                        |
| 25-29 | Flèche du Sud (2022)                                   | 2.2  | Thibau Nys                                    | Baloise-Trek Lions                            |
| 26    | Circuit de Wallonie (2022)                             | 1.1  | Andrea Pasqualon                              | Intermarché-Wanty-Gobert Matériaux            |
| 26-28 | Tour of Estonia (2022)                                 | 2.1  | Evaldas Šiškevičius                           | Lituania                                      |
| 26-29 | Tour de la Mirabelle (2022)                            | 2.2  | Robert Scott                                  | WiV SunGod                                    |
| 28    | Kyiv Cup                                               | 1.2  | annullata dopo l'invasione russa dell'Ucraina | annullata dopo l'invasione russa dell'Ucraina |
| 29    | Gran Premio Marcel Kint (2022)                         | 1.2  | Arnaud De Lie                                 | Lotto Soudal                                  |
| 29    | Kyiv Green Race                                        | 2.1  | annullata dopo l'invasione russa dell'Ucraina | annullata dopo l'invasione russa dell'Ucraina |
| 29    | Coppa della Pace (2022)                                | 1.2U | Federico Guzzo                                | Zalf Euromobil Fior                           |
| 30    | Kyiv Speed Challenge                                   | 2.1  | annullata dopo l'invasione russa dell'Ucraina | annullata dopo l'invasione russa dell'Ucraina |
| 31    | Mercan'Tour Classic Alpes-Maritimes (2022)             | 1.1  | Jakob Fuglsang                                | Israel-Premier Tech                           |
| 31-4  | Tour of Albania (2022)                                 | 2.2  | Ylber Sefa                                    | Albania                                       |

### Giugno
| Data  | Prova                                                                        | Cat. | Vincitore                                                            | Squadra                                                              |
| ----- | ---------------------------------------------------------------------------- | ---- | -------------------------------------------------------------------- | -------------------------------------------------------------------- |
| 2     | Giro dell'Appennino (2022)                                                   | 1.1  | Louis Meintjes                                                       | Intermarché-Wanty-Gobert Matériaux                                   |
| 2     | Trofeo Alcide De Gasperi (2022)                                              | 1.2  | Pierre-Pascal Keup                                                   | Team Lotto-Kern Haus                                                 |
| 2-5   | Ronde de l'Oise (2022)                                                       | 2.2  | James Fouché                                                         | Bolton Equities Black Spoke Pro Cycling                              |
| 3-5   | Tour of Malopolska (2022)                                                    | 2.2  | Jonas Rapp                                                           | Hrinkow Advarics Cycleang                                            |
| 4     | Heistse Pijl (2022)                                                          | 1.1  | Arnaud De Lie                                                        | Lotto Soudal                                                         |
| 4-8   | Adriatica Ionica Race (2022)                                                 | 2.1  | Filippo Zana                                                         | Bardiani-CSF-Faizanè                                                 |
| 5     | Memorial Philippe Van Coningsloo (2022)                                      | 1.2  | Cameron Scott                                                        | ARA Pro Racing Sunshine Coast                                        |
| 5     | Gran Premio Città di Meldola - G.P. AWC Event (2022)                         | 1.2U | Luca Van Boven                                                       | Lotto Soudal U23                                                     |
| 6     | Ronde van Limburg (2022)                                                     | 1.1  | Arnaud De Lie                                                        | Lotto Soudal                                                         |
| 6     | Parigi-Troyes (2022)                                                         | 1.2  | Robert Scott                                                         | WiV SunGod                                                           |
| 8     | Coppa Zappi - Trofeo Hotel Antico Borgo (2022)                               | 1.2U | Vincent Van Hemelen                                                  | Lotto Soudal U23                                                     |
| 8-12  | Five Rings of Moscow                                                         | 2.2  | annullato per decisione dell'UCI dopo l'invasione russa dell'Ucraina | annullato per decisione dell'UCI dopo l'invasione russa dell'Ucraina |
| 9-12  | Oberösterreichrundfahrt (2022)                                               | 2.2  | Rainer Kepplinger                                                    | Hrinkow Advarics Cycleang                                            |
| 10    | Grosser Preis des Kantons Aargau (2022)                                      | 1.1  | Marc Hirschi                                                         | UAE Team Emirates                                                    |
| 10-12 | Tour d'Eure-et-Loir (2022)                                                   | 2.2  | Samuel Leroux                                                        | Go Sport-Roubaix Lille Métropole                                     |
| 11-18 | Giro d'Italia Giovani Under 23 (2022)                                        | 2.2U | Leo Hayter                                                           | Hagens Berman Axeon                                                  |
| 12    | Elfstedenronde (2022)                                                        | 1.1  | Fabio Jakobsen                                                       | Quick-Step Alpha Vinyl Team                                          |
| 14    | Mont Ventoux Dénivelé Challenges (2022)                                      | 1.1  | Ruben Guerreiro                                                      | EF Education-EasyPost                                                |
| 16-19 | Route d'Occitanie (2022)                                                     | 2.1  | Michael Woods                                                        | Israel-Premier Tech                                                  |
| 17-19 | Tour du Pays de Montbéliard (2022)                                           | 2.2  | Michael Kukrle                                                       | Elkov-Kasper                                                         |
| 18    | Grand Prix Płock                                                             | 1.2  | annullata per la Pandemia di COVID-19                                | annullata per la Pandemia di COVID-19                                |
| 19    | Grand Prix Płońsk                                                            | 1.2  | annullata per la Pandemia di COVID-19                                | annullata per la Pandemia di COVID-19                                |
| 19    | Midden-Brabant Poort Omloop (2022)                                           | 1.2  | Mārtiņš Pluto                                                        | Abloc CT                                                             |
| 22    | Halle-Ingooigem                                                              | 1.1  | annullata per la Pandemia di COVID-19                                | annullata per la Pandemia di COVID-19                                |
| 29-2  | Course Cycliste Solidarnosc et des Champions Olympiques (2022)               | 2.2  | Timo Kielich                                                         | Alpecin-Fenix Development Team                                       |
| 30-3  | Grande Prémio Internacional de Torres Vedras-Troféu Joaquim Agostinho (2022) | 2.2  | Frederico Figueiredo                                                 | Glassdrive-Q8-Anicolor                                               |

### Luglio
| Data  | Prova                                            | Cat. | Vincitore                             | Squadra                                 |
| ----- | ------------------------------------------------ | ---- | ------------------------------------- | --------------------------------------- |
| 2-5   | Sibiu Cycling Tour (2022)                        | 2.1  | Giovanni Aleotti                      | Bora-Hansgrohe                          |
| 2-7   | Österreich-Rundfahrt                             | 2.1  | annullata per la Pandemia di COVID-19 | annullata per la Pandemia di COVID-19   |
| 3     | Giro del Medio Brenta (2022)                     | 1.2  | Thomas Pesenti                        | Beltrami TSA Tre Colli                  |
| 5     | Trofeo Città di Brescia (2022)                   | 1.2  | Riccardo Verza                        | Zalf Euromobil Fior                     |
| 9     | Visegrad 4 Bicycle Race-GP Czech Republic (2022) | 1.2  | Adam Ťoupalík                         | Elkov-Kasper                            |
| 10    | Districtenpijl-Ekeren-Deurne (2022)              | 1.2  | Coen Vermeltfoort                     | VolkerWessels Cycling Team              |
| 10    | Grand Prix de la Ville de Nogent-sur-Oise (2022) | 1.2  | Alexandar Richardson                  | Saint Piran                             |
| 10    | Visegrad 4 Bicycle Race-GP Polski (2022)         | 1.2  | Marceli Bogusławski                   | HRE Mazowsze Serce Polski               |
| 13-17 | Settimana Ciclistica Italiana                    | 2.1  | annullata per la Pandemia di COVID-19 | annullata per la Pandemia di COVID-19   |
| 13-17 | Giro della Valle d'Aosta (2022)                  | 2.2U | Lenny Martinez                        | Équipe Continentale Groupama-FDJ        |
| 16    | Slag om Norg                                     | 1.1  | annullata per la Pandemia di COVID-19 | annullata per la Pandemia di COVID-19   |
| 16    | Grand Prix Germenica                             | 1.2  | annullata per la Pandemia di COVID-19 | annullata per la Pandemia di COVID-19   |
| 16-17 | Gemenc Grand Prix (2022)                         | 2.2  | Luke Mudgway                          | Bolton Equities Black Spoke Pro Cycling |
| 17    | Grand Prix Kahramanmaras                         | 1.2  | annullata per la Pandemia di COVID-19 | annullata per la Pandemia di COVID-19   |
| 18    | Grand Prix Pino Cerami                           | 1.1  | annullata per la Pandemia di COVID-19 | annullata per la Pandemia di COVID-19   |
| 23    | Visegrad 4 Kerekparverseny (2022)                | 1.2  | Adam Ťoupalík                         | Elkov-Kasper                            |
| 23    | Grand Prix Erciyes (2022)                        | 1.2  | Jeroen Meijers                        | Terengganu Polygon Cycling Team         |
| 24    | Grand Prix Kranj (2022)                          | 1.2  | Andrea Peron                          | Team Novo Nordisk                       |
| 24    | Grand Prix de la ville de Pérenchies (2022)      | 1.2  | Laurence Pithie                       | Équipe Continentale Groupama-FDJ        |
| 24    | Visegrad 4 Bicycle Race-GP Slovakia (2022)       | 1.2  | Thomas Pesenti                        | Beltrami TSA Tre Colli                  |
| 24    | Grand Prix Kayseri (2022)                        | 1.2  | Anatolij Budjak                       | Terengganu Polygon Cycling Team         |
| 25    | Prueba Villafranca de Ordizia (2022)             | 1.1  | Simon Yates                           | Team BikeExchange-Jayco                 |
| 26    | Memoriał Andrzeja Trochanowskiego (2022)         | 1.2  | Tobias Nolde                          | P&S Benotti                             |
| 27-28 | Vuelta a Castilla y León (2022)                  | 2.1  | Simon Yates                           | Team BikeExchange-Jayco                 |
| 27-30 | Dookoła Mazowsza (2022)                          | 2.2  | Marceli Bogusławski                   | HRE Mazowsze Serce Polski               |
| 27-31 | Tour Alsace (2022)                               | 2.2  | Finlay Pickering                      | Équipe Continentale Groupama-FDJ        |
| 29-1º | Kreiz Breizh Elites (2022)                       | 2.2  | Lucas Eriksson                        | Riwal Cycling Team                      |
| 31    | Circuito de Getxo (2022)                         | 1.1  | Juan Ayuso                            | UAE Team Emirates                       |
| 31    | Coupe d'Europe des Grimpeurs                     | 1.1  | annullata per la Pandemia di COVID-19 | annullata per la Pandemia di COVID-19   |
| 31    | Puchar Ministra Obrony Narodowej (2022)          | 1.2  | Jesper Rasch                          | Abloc CT                                |
| 31    | Grand Prix Yahyalı (2022)                        | 1.2  | Oleksandr Prevar                      | Spor Toto Cycling Team                  |

### Agosto
| Data  | Prova                                               | Cat. | Vincitore                             | Squadra                               |
| ----- | --------------------------------------------------- | ---- | ------------------------------------- | ------------------------------------- |
| 3-6   | Tour de Savoie Mont-Blanc                           | 2.2  | annullata per la Pandemia di COVID-19 | annullata per la Pandemia di COVID-19 |
| 4-7   | Giro della Repubblica Ceca (2022)                   | 2.1  | Lorenzo Rota                          | Intermarché-Wanty-Gobert Matériaux    |
| 4-15  | Volta a Portugal (2022)                             | 2.1  | Mauricio Moreira                      | Glassdrive-Q8-Anicolor                |
| 5-7   | Tour of Kosovo                                      | 2.2  | annullata per la Pandemia di COVID-19 | annullata per la Pandemia di COVID-19 |
| 5-14  | Tour Cycliste International de la Guadeloupe (2022) | 2.2  | Stéfan Bennett                        | EuroCyclingTrips Pro Cycling Team     |
| 6     | Scandinavian Race Uppsala (2022)                    | 1.2  | Rasmus Bøgh Wallin                    | Restaurant Suri-Carl Ras              |
| 6     | La Maurienne (2022)                                 | 1.2  | Matthew Dinham                        | Team BridgeLane                       |
| 7     | Grote Prijs Jef Scherens (2022)                     | 1.1  | Victor Campenaerts                    | Lotto Soudal                          |
| 9-11  | Tour de l'Ain (2022)                                | 2.1  | Guillaume Martin                      | Cofidis                               |
| 9-13  | Tour of Szeklerland (2022)                          | 2.2  | Szymon Rekita                         | Voster ATS Team                       |
| 13    | Memoriał Henryka Łasaka (2022)                      | 1.2  | Tomasz Budzinski                      | HRE Mazowsze Serce Polski             |
| 14    | La Poly Normande (2022)                             | 1.1  | Franck Bonnamour                      | B&B Hotels-KTM                        |
| 14    | Gran Premio Sportivi di Poggiana (2022)             | 1.2U | Nicolò Buratti                        | Cycling Team Friuli                   |
| 14    | Memoriał Jana Magiery (2022)                        | 1.2  | Michael Boroš                         | Elkov-Kasper                          |
| 16    | Gran Premio Capodarco (2022)                        | 1.2U | Nicolò Buratti                        | Cycling Team Friuli                   |
| 16-19 | Tour du Limousin (2022)                             | 2.1  | Alex Aranburu                         | Movistar Team                         |
| 18    | Grand Prix Tomarza (2022)                           | 1.2  | Yacine Hamza                          | Algeria                               |
| 18-21 | Baltic Chain Tour (2022)                            | 2.2  | Rait Ärm                              | Estonia                               |
| 19    | Grand Prix Kapuzbaşı (2022)                         | 1.2  | Mychajlo Kononenko                    | Sakarya BB Pro Team                   |
| 20    | Grand Prix Develi (2022)                            | 1.2  | Jambaljamts Sainbayar                 | Terengganu Polygon Cycling Team       |
| 21    | Schaal Sels (2022)                                  | 1.1  | Arnaud De Lie                         | Lotto Soudal                          |
| 21    | Grand Prix Cappadocia (2022)                        | 1.2  | Anton Kuzmin                          | Almaty Cycling Team                   |
| 23    | Grote Prijs Stad Zottegem (2022)                    | 1.1  | Arnaud De Lie                         | Lotto Soudal                          |
| 23-26 | Tour du Poitou-Charentes (2022)                     | 2.1  | Stefan Küng                           | Groupama-FDJ                          |
| 24    | Druivenkoers-Overijse (2022)                        | 1.1  | Matis Louvel                          | Team Arkéa-Samsic                     |
| 25-28 | Tour of Sakarya (2022)                              | 2.2  | Mychajlo Kononenko                    | Sakarya BB Pro Team                   |
| 27-1º | Tour de Bulgarie (2022)                             | 2.2  | Kyrylo Tsarenko                       | Gallina Ecotek Lucchini Colosio       |
| 28    | / Croatia-Slovenia                                  | 1.2  | annullata per la Pandemia di COVID-19 | annullata per la Pandemia di COVID-19 |
| 28    | Ronde van de Achterhoek (2022)                      | 1.2  | Coen Vermeltfoort                     | Volkerwessels Cycling Team            |
| 31-4  | Tour of Silk Road-Hero Cities                       | 2.2  | annullata per la Pandemia di COVID-19 | annullata per la Pandemia di COVID-19 |

### Settembre
| Data  | Prova                                                    | Cat. | Vincitore                             | Squadra                                 |
| ----- | -------------------------------------------------------- | ---- | ------------------------------------- | --------------------------------------- |
| 1º-3  | Flanders Tomorrow Tour (2022)                            | 2.2U | Lars Boven                            | Jumbo-Visma Development Team            |
| 1º-4  | Giro della Regione Friuli Venezia Giulia (2022)          | 2.2  | Emiel Verstrynge                      | Alpecin-Deceuninck DT                   |
| 2     | Hafjell TT                                               | 1.2  | annullata per la Pandemia di COVID-19 | annullata per la Pandemia di COVID-19   |
| 3     | Lillehammer GP (2022)                                    | 1.2  | Magnus Bak Klaris                     | Restaurant Suri-Carl Ras                |
| 3-4   | In the footsteps of the Romans (2022)                    | 2.2  | Maciej Paterski                       | Voster ATS Team                         |
| 4     | Tour du Doubs (2022)                                     | 1.1  | Valentin Madouas                      | Groupama-FDJ                            |
| 4     | Gylne Gutuer (2022)                                      | 1.2  | André Drege                           | Team Coop                               |
| 6-11  | Turul României (2022)                                    | 2.1  | Mark Stewart                          | Bolton Equities Black Spoke Pro Cycling |
| 8-11  | Okolo Jižních Čech (2022)                                | 2.2  | Rasmus Bøgh Wallin                    | Restaurant Suri-Carl Ras                |
| 11    | Grand Prix de la Somme «Conseil Départemental 80» (2022) | 1.2  | Rait Ärm                              | Équipe Continentale Groupama-FDJ        |
| 13-17 | Okolo Slovenska (2022)                                   | 2.1  | Josef Černý                           | Quick-Step Alpha Vinyl Team             |
| 14    | Giro di Toscana (2022)                                   | 1.1  | Marc Hirschi                          | UAE Team Emirates                       |
| 14-17 | Tour de Serbie (2022)                                    | 2.2  | Dawit Yemane                          | Bike Aid                                |
| 16    | Kampioenschap van Vlaanderen (2022)                      | 1.1  | Fabio Jakobsen                        | Quick-Step Alpha Vinyl Team             |
| 17    | Memorial Marco Pantani                                   | 1.1  | cancellato per maltempo               | cancellato per maltempo                 |
| 17    | Grote Prijs Rik Van Looy (2022)                          | 1.2  | Coen Vermeltfoort                     | Volkerwessels Cycling Team              |
| 18    | Gooikse Pijl (2022)                                      | 1.1  | Gerben Thijssen                       | Intermarché-Wanty-Gobert                |
| 18    | Grand Prix d'Isbergues (2022)                            | 1.1  | Arnaud Démare                         | Groupama-FDJ                            |
| 18    | Trofeo Matteotti                                         | 1.1  | cancellato per problemi organizzativi | cancellato per problemi organizzativi   |
| 21    | Omloop van het Houtland (2022)                           | 1.1  | Jasper Philipsen                      | Alpecin-Deceuninck                      |
| 22-25 | Tour of Mesopotamia                                      | 2.1  | annullata per la Pandemia di COVID-19 | annullata per la Pandemia di COVID-19   |
| 25    | Parigi-Chauny (2022)                                     | 1.1  | Simone Consonni                       | Cofidis                                 |
| 27    | Ruota d'Oro (2022)                                       | 1.2U | Jordan Labrosse                       | AG2R Citroën U23 Team                   |
| 27-2  | Giro di Croazia (2022)                                   | 2.1  | Matej Mohorič                         | Bahrain Victorious                      |
| 28-2  | Ronde de l'Isard (2022)                                  | 2.2U | Johannes Staune-Mittet                | Jumbo-Visma Development Team            |
| 29    | Coppa Agostoni (2022)                                    | 1.1  | Sjoerd Bax                            | Alpecin-Deceuninck                      |

### Ottobre
| Data  | Prova                               | Cat. | Vincitore                             | Squadra                               |
| ----- | ----------------------------------- | ---- | ------------------------------------- | ------------------------------------- |
| 1º-3  | Tour of Montenegro                  | 2.2  | annullata per la Pandemia di COVID-19 | annullata per la Pandemia di COVID-19 |
| 2     | Famenne Ardenne Classic (2022)      | 1.1  | Axel Zingle                           | Cofidis                               |
| 2     | Gran Premio Bruno Beghelli          | 1.1  | annullata per la Pandemia di COVID-19 | annullata per la Pandemia di COVID-19 |
| 2     | Tour de Vendée (2022)               | 1.1  | Bryan Coquard                         | Cofidis                               |
| 2     | Il Piccolo Lombardia (2022)         | 1.2U | Alec Segaert                          | Lotto Soudal U23                      |
| 2     | Grand Prix Velo Erciyes             | 1.2  | annullata per la Pandemia di COVID-19 | annullata per la Pandemia di COVID-19 |
| 4     | Binche-Chimay-Binche (2022)         | 1.1  | Christophe Laporte                    | Jumbo-Visma                           |
| 6     | Parigi-Bourges (2022)               | 1.1  | Jasper Philipsen                      | Alpecin-Deceuninck                    |
| 9     | Memorial Rik Van Steenbergen (2022) | 1.1  | Tim Merlier                           | Alpecin-Deceuninck                    |
| 9     | Parigi-Tours Espoirs (2022)         | 1.2U | Per Strand Hagenes                    | Jumbo-Visma Development Team          |
| 12    | Giro del Veneto (2022)              | 1.1  | Matteo Trentin                        | UAE Team Emirates                     |
| 13-16 | Tour of Mevlana                     | 2.2  | annullata per la Pandemia di COVID-19 | annullata per la Pandemia di COVID-19 |
| 16    | Veneto Classic (2022)               | 1.1  | Marc Hirschi                          | UAE Team Emirates                     |
| 16    | Chrono des Nations (2022)           | 1.1  | Stefan Küng                           | Groupama-FDJ                          |
| 16    | Chrono des Nations Espoirs (2022)   | 1.2U | Alec Segaert                          | Lotto Soudal U23                      |

## Classifiche

### Classifica individuale
La classifica è composta da tutti i corridori del continente che abbiano ottenuto punti nell'UCI World Ranking.  
| Pos. | Corridore            | Squadra     | Punti    |
| ---- | -------------------- | ----------- | -------- |
| 1    | Tadej Pogačar        | UAE         | 5 131    |
| 2    | Wout Van Aert        | Jumbo       | 4 525    |
| 3    | Remco Evenepoel      | Quick Step  | 4 402,5  |
| 4    | Jonas Vingegaard     | Jumbo       | 3 154    |
| 5    | Aleksandr Vlasov     | Bora        | 2 484    |
| 6    | Arnaud De Lie        | Lotto       | 2 268    |
| 7    | Stefan Küng          | Groupama    | 2 180    |
| 8    | Alexander Kristoff   | Intermarché | 2 099    |
| 9    | Mathieu van der Poel | Alpecin     | 2 003,67 |
| 10   | Alejandro Valverde   | Movistar    | 1 996    |

### Classifica a squadre
La classifica viene calcolata sommando i punti della classifica individuale dei migliori 8 ciclisti per squadra.
| Pos. | Squadra                         | Punti    |
| ---- | ------------------------------- | -------- |
| 1    | Alpecin-Fenix                   | 8 490,67 |
| 2    | Team Arkéa-Samsic               | 7 167    |
| 3    | TotalEnergies                   | 6 067    |
| 4    | Uno-X Pro Cycling Team          | 2 935,63 |
| 5    | B&B Hotels-KTM                  | 2 462,33 |
| 6    | Bingoal Pauwels Sauces WB       | 1 879    |
| 7    | Sport Vlaanderen-Baloise        | 1 775    |
| 8    | Groupama–FDJ Continental Team   | 1 623,01 |
| 9    | Drone Hopper-Androni Giocattoli | 1 551    |
| 10   | Bardiani CSF Faizanè            | 1 521    |

### Classifica per nazioni
La classifica viene calcolata sommando i punti dei migliori 8 ciclisti per nazione.
| Pos. | Nazione       | Punti    |
| ---- | ------------- | -------- |
| 1    | Belgio        | 17 901,5 |
| 2    | Spagna        | 11 845,5 |
| 3    | Francia       | 11 774   |
| 4    | Slovenia      | 9 930    |
| 5    | Paesi Bassi   | 9 485,34 |
| 6    | Gran Bretagna | 7 709,5  |
| 7    | Italia        | 7 195    |
| 8    | Danimarca     | 8 876    |
| 9    | Svizzera      | 5 610    |
| 10   | Norvegia      | 5 395,09 |

### Classifica per nazioni U23
La classifica viene calcolata sommando i punti dei migliori 8 ciclisti per nazione della categoria U23.
| Pos. | Nazione         | Punti    |
| ---- | --------------- | -------- |
| 1    | Belgio          | 7 931,33 |
| 2    | Spagna          | 3 399,17 |
| 3    | Francia         | 2 133,17 |
| 4    | Danimarca       | 1 898,17 |
| 5    | Paesi Bassi     | 1 860,16 |
| 6    | Italia          | 1 806    |
| 7    | Gran Bretagna   | 1 625,49 |
| 8    | Norvegia        | 1 288,18 |
| 9    | Repubblica Ceca | 1 167    |
| 10   | Germania        | 963      |